# Chó bò Pháp
Chó bò Pháp (French Bulldog) là một giống chó bò có nguồn gốc từ nước Pháp nhưng có xuất xứ từ Anh Quốc. Là giống chó được nuôi làm chó cảnh để bầu bạn, sau đó, chúng dần trở thành những thành viên thân thiện của nhiều gia đình ở Hoa Kỳ. Chúng được đánh giá cao không những ở bản năng thích trìu mến và tính khí dễ chịu mà còn sự lanh lợi, hoạt bát nhưng không quá hiếu động, ngoài ra chúng cũng còn là một thợ săn chuột rất tích cực và hiệu quả.

## Lịch sử
Nguồn gốc Chó Bulldog Pháp có nguồn gốc xuất xứ từ nước Anh như là một phiên bản thu nhỏ của giống Bulldog Anh. Vào năm 1860, các nhà nuôi chó người Pháp nhập khẩu một số chó giống này từ Anh và lai chúng với giống chó sục Pháp. Những người yêu thích chó ở Pháp yêu thích với loại chó mới này và đặt tên cho chúng là chó Bun Pháp. Khi giống chó này được trưng bày tại triển lãm chó của Anh thì đã gây nên một cuộc tranh luận trong dư luận Anh vì cái tên của nó. Người Anh cho rằng chó Bun (Bulldog) là cái tên có nguồn gốc từ nước Anh và là một trong những biểu tượng của nền văn hoá Anh.

## Đặc điểm
Đây là một loại chó Bun có kích thước nhỏ, nhưng trông cường tráng, cứng cáp. Thân mình rất chắc chắn và gọn gàng, núc níc, dáng đi thẳng thắn và rất nhẹ nhàng. Chúng cao 12 inches (30cm). Về kích thước đối với chó cái từ 19-22 pounds (9–12kg) và chó đực từ 22-28 pounds (10–14kg). Đối với chó Bun Pháp, chiều cao không quan trọng so với sự cân đối của cơ thể. Cơ thể của loài chó này được coi là cân đối nếu chiều cao tính đến vai gần tương đương với chiều dài từ vai đến hết mông. Chó chuẩn có hình dáng giống quả lê, phần vai rộng hơn phần hông. Chính vì đặc điểm này nên hầu hết các cá thể Bun Pháp cái khi sinh đẻ phải can thiệp bằng phẫu thuật. Rất hiếm gặp những trường hợp có thể đẻ tự nhiên và nếu có thì chó con thường yếu và kém phát triển hơn. 

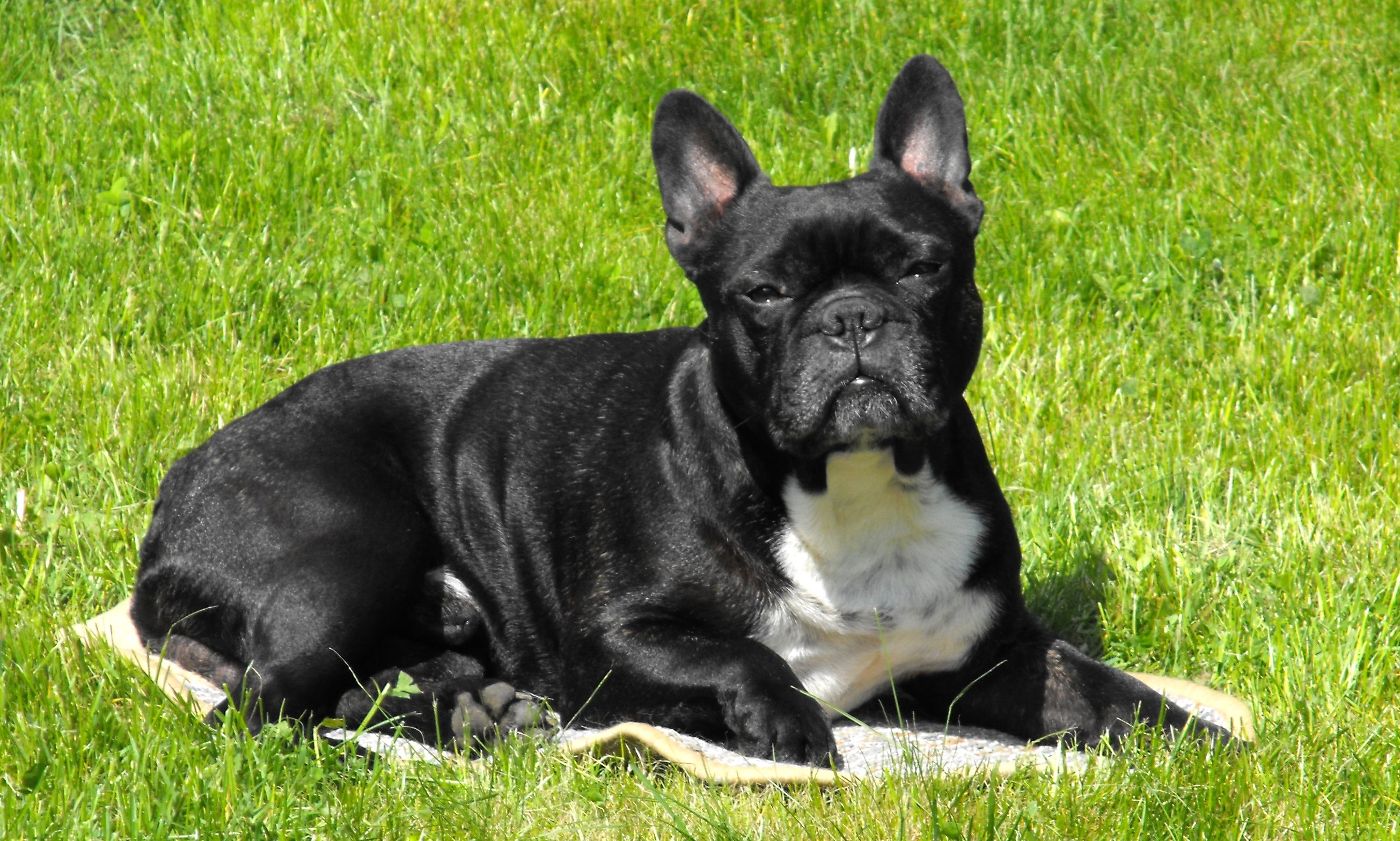
Một con chó Bun Pháp

Chúng có đôi tai to, thẳng đứng rất giống với tai dơi. Mõm phẳng, hàm rất khoẻ, mũi tẹt và hếch. Đầu hơi bẹt và nhỏ hơn so với chó Bun Anh. Chúng có trán tròn. Bộ lông ngắn, mềm mại, dễ chải có màu nâu, trắng, vện và trộn lẫn giữa chúng. Da chúng mềm mại, rất dễ chịu khi vuốt ve. Chúng có đôi mắt tròn lồi màu sẫm và hàm dưới hơi trề ra rất ngộ. Đuôi thẳng hoặc xoắn. Là giống có mức độ rụng lông ở mức trung bình. Lông rũ xuống rất thẳng và đều đặn về các phía, rẽ ngôi từ chóp mũi tới đuôi.
Chúng sống lâu khoảng 10-12 năm. Các bệnh có thể gặp gồm các bệnh liên quan đến mắt và đường hô hấp, nếu chó quá nặng dễ gặp vấn đề trong hô hấp vì bụng quá to. Nó có thể thở khò khè, ngáy và bị trướng bụng. Giống chó này không biết bơi do thể trạng cấu tạo của nó, cần trông chừng nếu nhà có bể bơi. Chúng rất nhạy cảm với nhiệt độ quá nóng hoặc quá lạnh. Nhiệt độ cao có thể làm cho chúng nhức đầu. Thích hợp hơn với nhiệt độ mát mẻ. Chó Bun Pháp đòi hỏi rất ít cho việc chăm sóc bộ lông, chỉ cần chải lông đều đặn.

## Tập tính

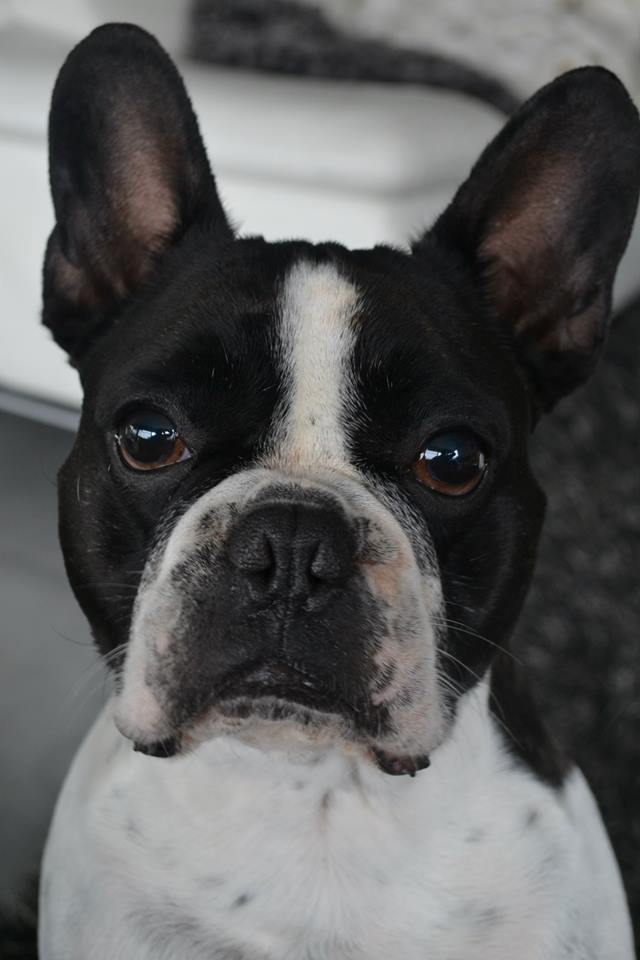
French bulldog

Là loại chó cảnh khá ồn ào và thông minh. Có khả năng biểu cảm và bộc lộ tâm trạng, có tính cách rất dễ chịu và biết nghe lời. Rất thích chơi đùa và rất có tình cảm. Dịu dàng và rất vui nhộn, chúng còn thông minh và dễ huấn luyện. Tò mò hiếu động nhưng cũng cảnh giác và lanh lợi. Dễ hoà đồng với mọi người và các vật nuôi khác, nhưng thường gắn bó rất trung thành với một người. Có thể chơi đùa hoà bình với các loài chó khác. Đôi khi một vài con đực có thể hơi hung dữ, nhưng không phải là phổ biến.
Giống chó này rất cần đến sự quan tâm của chủ. Chúng tương đối bướng bỉnh, nhưng vẫn có thể huấn luyện được khi người chủ tỏ ra kiên nhẫn. Để việc huấn luyện được thành công, không nên đánh đập hay quát mắng. Loại chó này rất sạch sẽ, yêu thích bầu bạn, rất hiếu động và đôi khi khá nhắng nhít. Tuy vậy chúng không sủa lung tung và gây ồn ào. Rất thân thiện vớí trẻ con. Thích hợp với điều kiện sống trong các căn hộ. Có thể dễ dàng thích nghi với điều kiện trong nhà mà không cần đến sân vườn. Hoạt động không nên cho chúng chạy nhảy nhiều trong thời tiết nóng bức. Chúng rất thích chạy nhảy và chơi đùa hàng giờ liền.